# Straconka

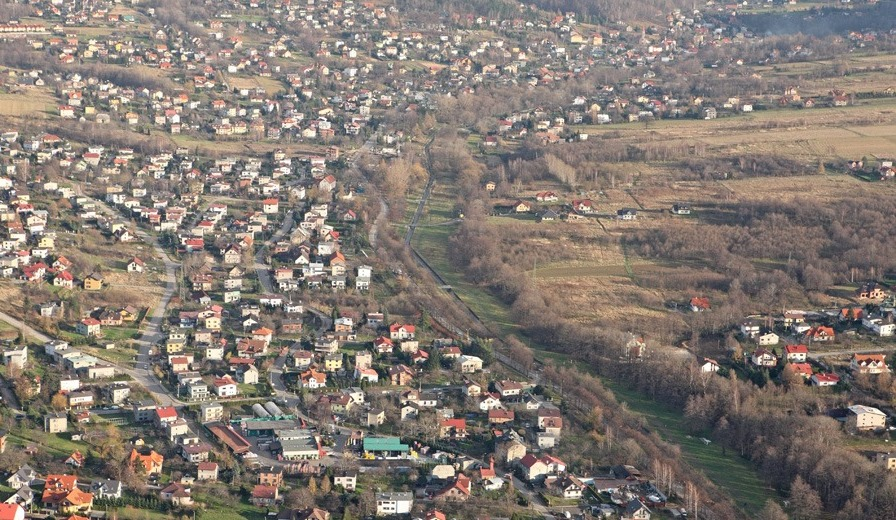
Überblick

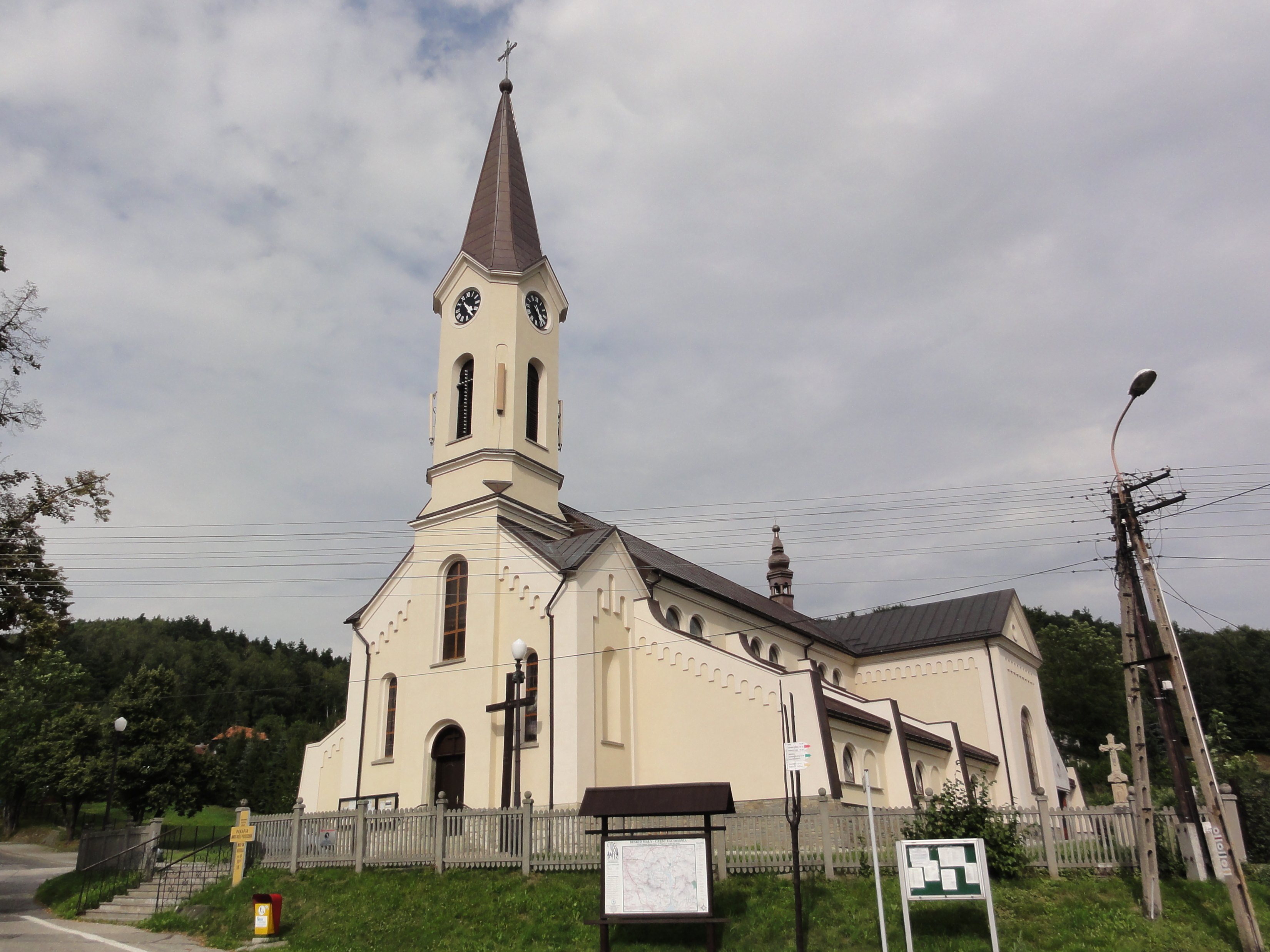
Römisch-katholische Kirche (erbaut 1872–1875)

Straconka (deutsch Dresseldorf, Drüsseldorf (1772)) ist ein Stadtteil (Osiedle) von Bielsko-Biała in der Woiwodschaft Schlesien in Polen.

## Geographie
Straconka liegt etwa 5 km südöstlich des Stadtzentrums, am gleichnamigen Bach (= deutsch Verlohrnes-Wasser).
Im Jahre 1900 hatte Straconka eine Fläche von 1292 ha. Der heutige Stadtteil hat 584,55 ha.

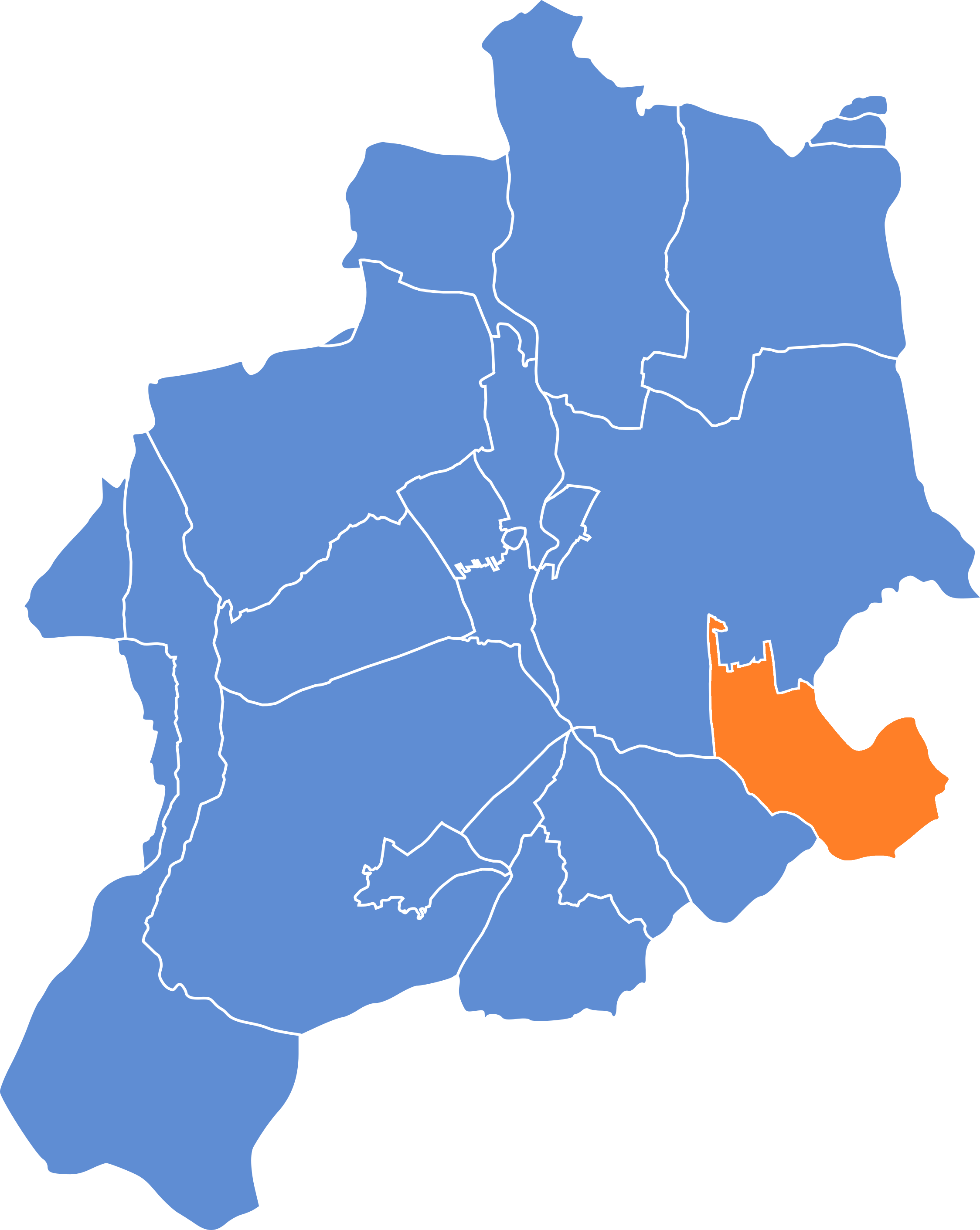
Historische Stadtteil Straconka (orange)
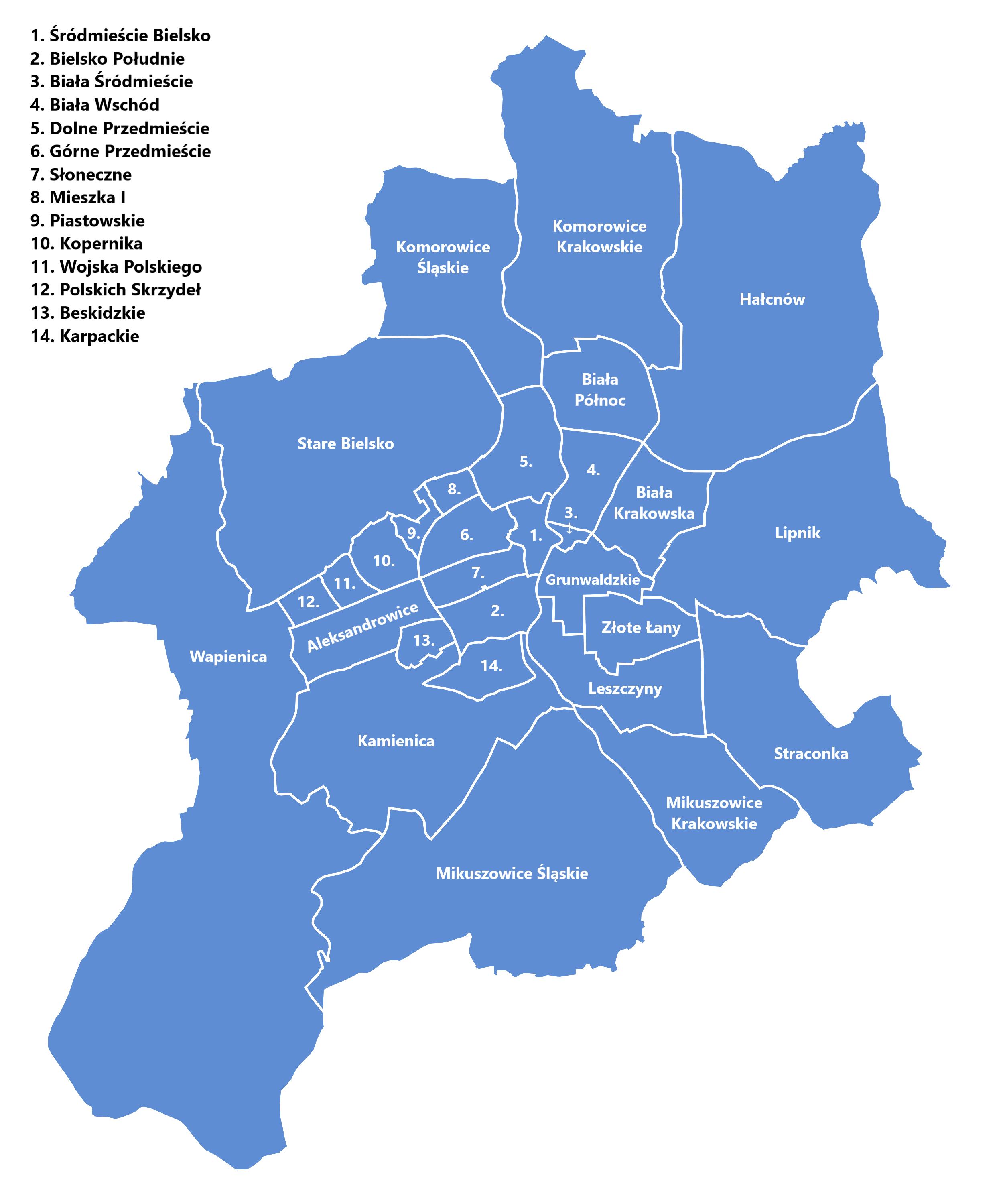
Heutige Stadtteile (Osiedla)

## Geschichte
Der Ort wurde zirka 1550 bis 1560 von Walenty Krzyszko, Schultheiß des Dorfs Lipnik, als ein Weiler dieses Dorf gegründet und wurde erstmals urkundlich 1564 als wieś nowa na rzece Straczoney (= neues Dorf am Fluss Straczona) erwähnt. Im 17. Jahrhundert kam es zur Namensänderung von Stracona zu Straconka. Die ersten Einwohner waren Lutheraner aus Lipnik mit den Nachnamen Hoffman und Protzner. Die Familie Hoffman gehörte zu den reichsten Familien von Straconka und Lipnik bis zum 19. Jahrhundert. Im 18. Jahrhundert wurde das Dorf von Bialaer Jesuiten katholisiert.
Bei der Ersten Teilung Polens kam Straconka 1772 zur neuen Königreich Galizien und Lodomerien des habsburgischen Kaiserreichs (ab 1804).
Im Jahr 1875 wurde das Dorf zum Sitz einer römisch-katholischen Pfarrei.
Im Jahre 1900 hatte das Dorf 1576 Einwohner, es waren überwiegend polnischsprachige und römisch-katholische (nur 9 Einwohner waren deutschsprachig, 13 israelitisch, 4 anderen Glaubens).
1918, nach dem Ende des Ersten Weltkriegs und dem Zusammenbruch der k.u.k. Monarchie, kam Straconka zu Polen. Unterbrochen wurde dies nur durch die Besetzung Polens durch die Wehrmacht im Zweiten Weltkrieg. Im Jahr 1927 wurde die Angliederung von Straconka an die Stadt Biała Krakowska vorbereitet, aber nicht vollendet.
Straconka wurde 1973 zum größten Teil in die Stadt Bielsko-Biała eingemeindet. Der Rest der historischen Fläche ist heute zwischen Kozy, Międzybrodzie Bialskie und Wilkowice aufgeteilt.

## Persönlichkeiten
- Urszula Dudziak (1943), polnische Jazzsängerin.